# Museum De Grutterswinkel
Museum De Grutterswinkel is een museum gevestigd in een woonhuis met winkel in de Nederlandse stad Leeuwarden. Het pand is opgenomen in het rijksmonumentenregister.
Op de bovenverdieping van de winkel is een expositie ingericht over de geschiedenis van het kruideniersbedrijf. Op de begane grond bevinden zich, behalve de winkel, koffiekamers en daaronder een kelder met troggewelf.

## Geschiedenis
Het museum bestaat uit een kruidenierswinkel (grutterij) die is gevestigd in een vijf traveeën breed pand dat oorspronkelijk dateert uit 1596. De gevel heeft een geblokte kroonlijst en het middenvenster is versierd met rococosnijwerk. Het was onder andere een burgemeesterswoning. In 1901 begon Klaas Feenstra er als grossier in grutterswaren en koloniale waren. Na zijn overlijden werd de winkel voortgezet door zijn drie dochters Martha, Fardina en IJsbranda. In 1973 werd de winkel gesloten. De grutterswinkel kreeg in 1991 een cultuurhistorische functie waardoor het als museum behouden bleef.

### Winkel
Veel van de winkelinrichting is nog origineel, zoals de twee grote toonbanken met marmeren blad en de wanden met de kruidenierswaren. In de winkel staan oude voorraadbussen en nostalgische producten als wasmiddelen, zeep, poetsmiddelen, koffie en thee. Veel daarvan is te koop.

### Woonkamers
Achter de winkel bevinden zich de voormalige woonkamers van de dames Feenstra. De kleine was de dagelijkse woonkamer van waaruit de dames door een raampje zicht konden houden op de winkel. Bijzonder in deze kamer is de zeer oude estriken tegelvloer en de constructie aan het plafond waaraan wasgoed te drogen werd gehangen. Aan de wand hangt het medicijnkastje dat door de zusters gebruikt werd. De koffiekamer was de zondagse kamer, er is een fraai versierde deur tussen deze pronkkamer en de winkel.

### Bovenverdieping
De bovenverdieping van het pand dateert uit 1650. Waar de slaapkamers van de zusters Feenstra waren is een expositieruimte met informatie over het kleinwinkelbedrijf in Leeuwarden in de twintigste eeuw. Het geschilderde jachttafereel boven de schouw dateert van 1860. Een grote foto aan de wand toont het echtpaar Feenstra met hun dienstknecht.

### Kelder
Onder de pronkkamer is een kelder uit 1696. Hier had Klaas Feenstra een drankstokerij waarvan hij de productie in de wijde omgeving verkocht. Er staan smeedijzeren magazijnrekken met gekrulde spijlen die dateren uit de 19e eeuw. Het werd later een wijnkelder.

### Koetshuis
Naast de winkel bevindt zich een smal pand uit 1630 en dat in 1795 werd samengetrokken met het huis waarin later de grutterij werd gevestigd. Het is door familie Van Eysinga gebruikt als koetshuis en later als slijterij, slagerij en pakhuis. De dames Feenstra gebruikten de ruimte voor opslag en de verkoop van petroleum. Later werd het de garage. Het museum toont er nu nog vervoermiddelen: een transportfiets en handkar voor het thuisbezorgen van boodschappen en diverse manden die daarbij werden gebruikt.

### Achterhuis
In het achterhuis (1725) bevindt zich de dienstmeidenkamer met bedstee. Heel luxe voor die tijd was het eigen inpandige húske (toilet) waarvan de ton vanaf midden 19e eeuw tot in de jaren 1970 wekelijks werd gewisseld. Dit gedeelte van het museum heeft nog de originele verf.

## Afbeeldingen

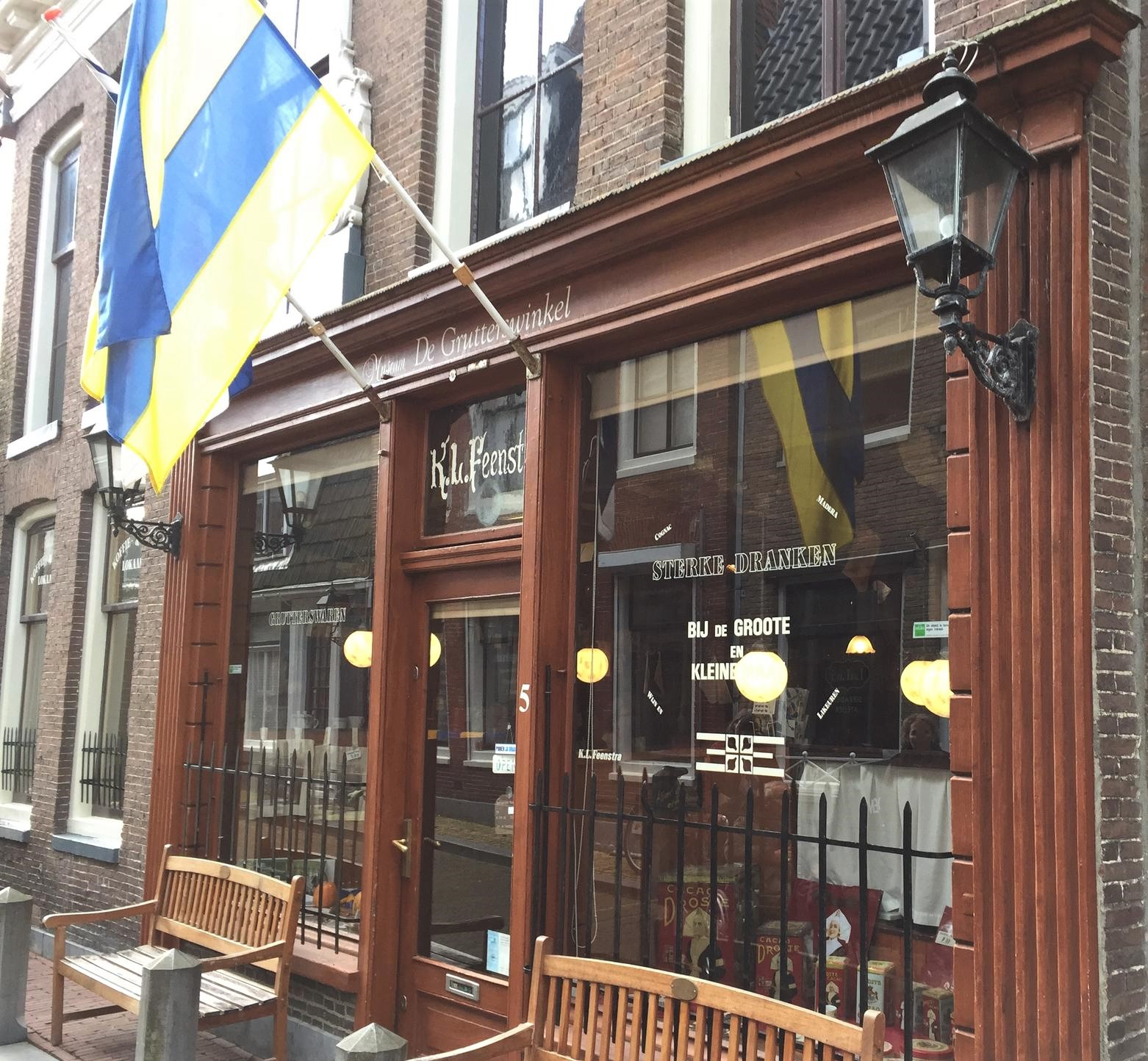
Voorgevel
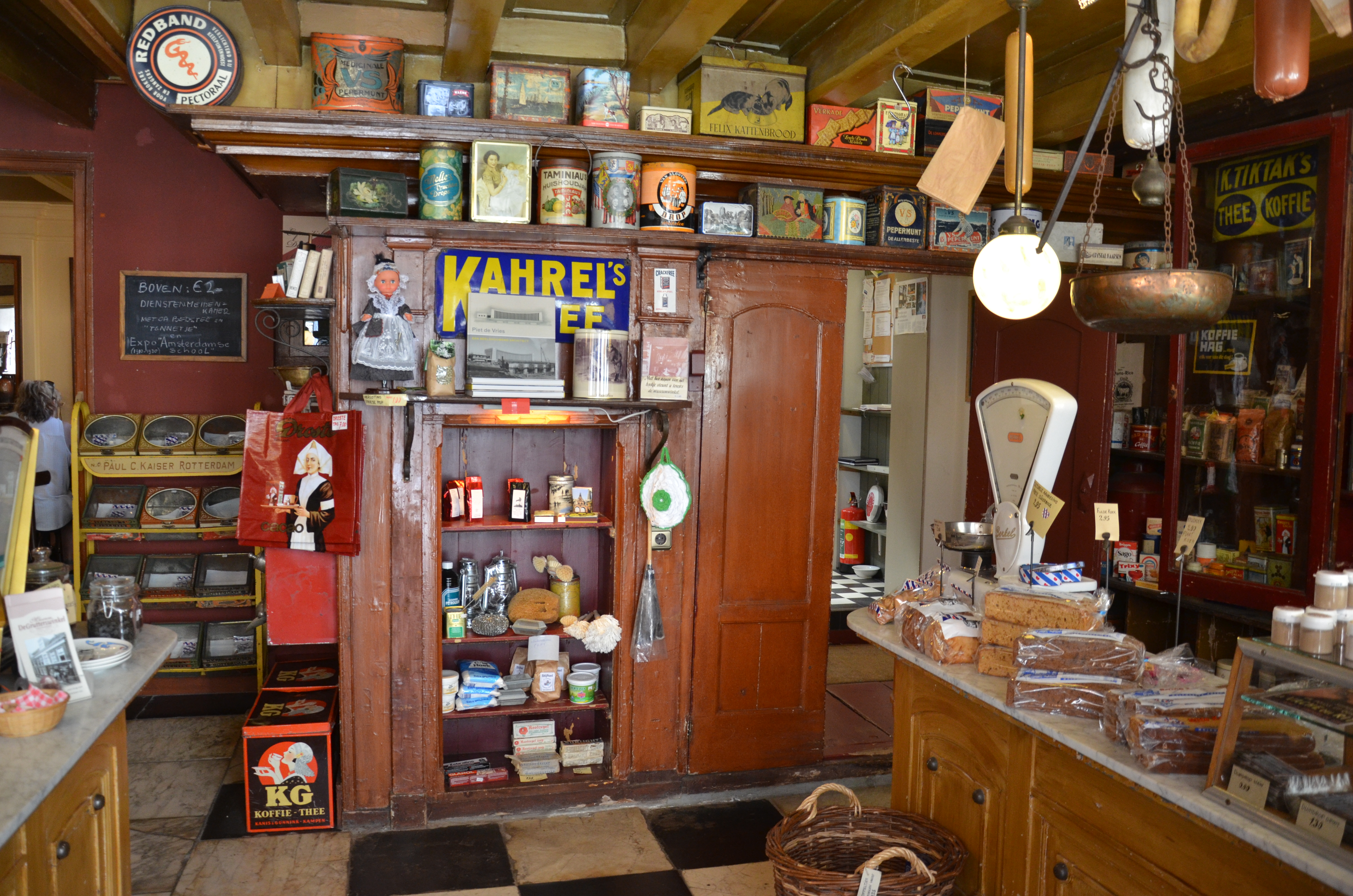
Interieur
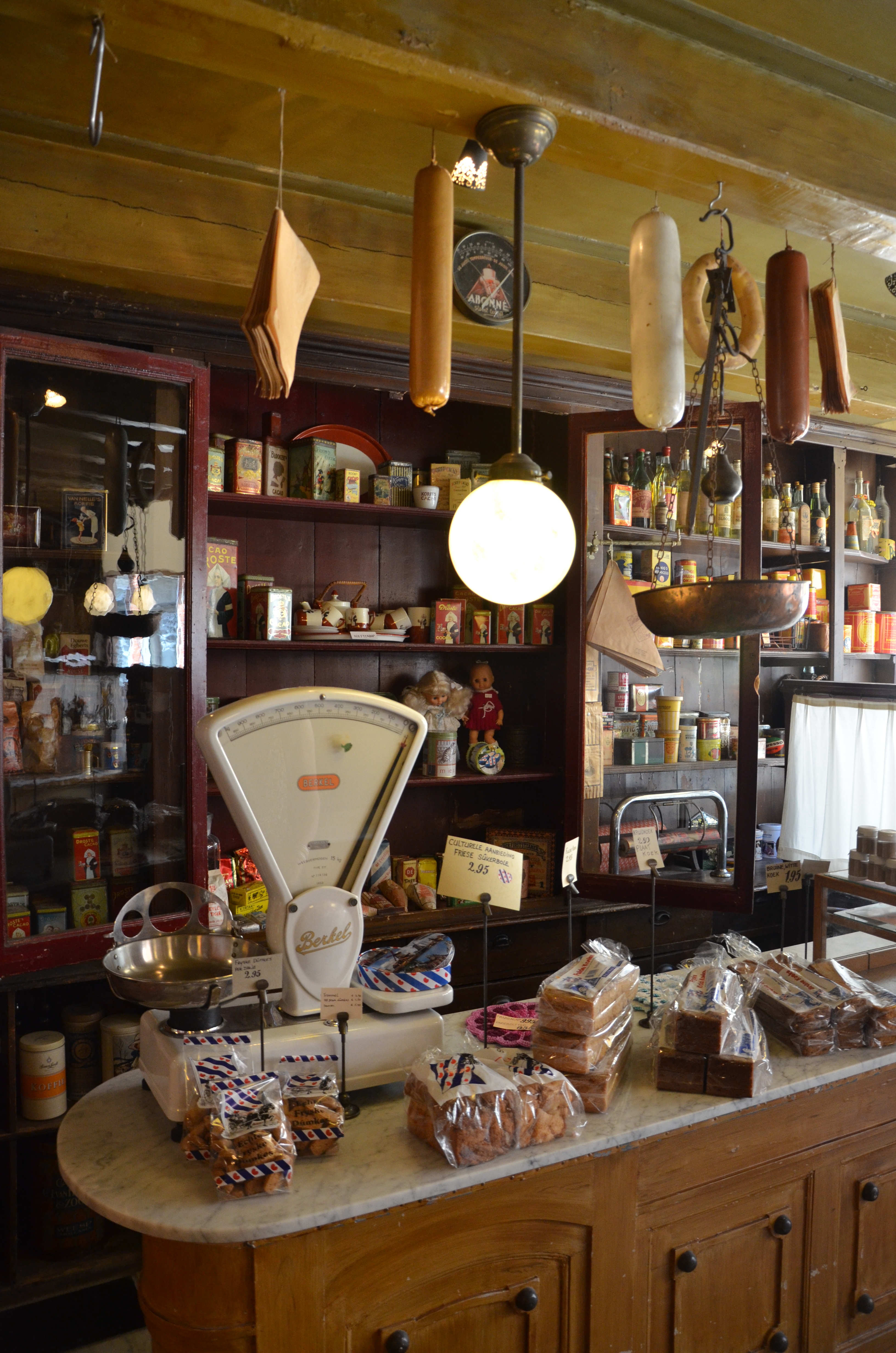
Interieur